# Alberto R. Gutiérrez
Alberto Ramón Gutiérrez García (5 de agosto de 1910, Álamos, Sonora, México– 17 de febrero de 1981, Hermosillo, Sonora, México) Empresario, político y filántropo sonorense.

## Vida personal
Nació en Álamos Sonora en 1910. Hijo del matrimonio formado entre el educador Ilustre Alberto Gutiérrez y Argelia García y hermano de José Santos, José Gabriel, Julia y Jorge. A los 16 años consigue su primer empleo como escribiente en el Juzgado de Primera Instancia de la ciudad de Álamos. En 1930 inicia en la ciudad de Hermosillo, Sonora, la empresa Industrias Avícolas, la cual posteriormente se transforma en la empresa de proyección nacional que llegó a conocerse como Mezquital del Oro. En 1933 Estudia Avicultura en la Escuela Nacional de Avicultura en la Hacienda de Santa Bárbara en Ixtapaluca, Estado de México. De 1939 a 1944 combina su profesión de avicultor con un empleo como auxiliar cajero y después como cajero principal del Banco del Pacífico, de donde se retira en 1944 para dedicarse por completo al desarrollo de la empresa avícola familiar.
El 8 de enero de 1941 contrae matrimonio con Consuelo Miranda con quien procreó a sus hijos Martha Olivia, Emma Consuelo, Irma Graciela, María Josefina, José Alberto, Marco Antonio y María Gabriela.

## Vida empresarial
En 1930 junto con su padre y hermanos funda la compañía Industrias Avícolas S.A., empresa que inicia de manera informal primero en el patio de su casa con 200 gallinas de corral, logrando crecer de manera exponencial hasta que en 1951 fue golpeada por la epizootia de newcastle, conocida como la "peste de la volatería", de manera gradual se recupera la empresa de esta epidemia logrando aumentar su producción, de esta manera y con la exposición nacional de sus productos nace la marca Mezoro, proveniente de la nueva empresa que formaron llamada Mezquital del Oro, en honor al lugar de nacimiento del padre de Alberto Gutiérrez en el estado de Zacatecas. El lema de la empresa era "Honestidad y Calidad".
La empresa llegó a crecer en cinco divisiones: Avícola, Pacífico, Molinos, Lácteos y Agropecuaria. Así mismo se diversificó en veinte compañías filiales que iban desde inmobiliarias, empresas de transportes terrestre y aéreo, de comercialización de productos varios (Gutiérrez Hermanos S.A.), así como empresas de servicios.
De ser una empresa con presencia internacional con sus exportaciones y de fuerte actividad nacional, las empresas comenzaron su declive después de la muerte de Alberto R. Gutiérrez, desapareciendo primero las marcas Mezoro en productos lácteos y luego la producción avícola, quedando en la actualidad solo empresas inmobiliarias y algunos campos agrícolas.

## Vida filantrópica

### Patronato de la Cruz Roja
Fue nombrado presidente del consejo de la Delegación de la Cruz Roja en Hermosillo durante uno de los peores momentos financieros que atravesaba dicha benemérita institución. En su consejo directivo estaba como vicepresidente Enrique Mazón, Fortino López Legazpi como secretario y Gilberto Ibarra Torres como tesorero. La principal misión era su reestructura financiera y la captación de recursos. Entre las primeras acciones fue el nombramiento del doctor Mariano T. Katase como jefe de socorristas. Al ver que el edificio con el que contaba la Cruz Roja era insuficiente, se hicieron actividades para financiar un nuevo edificio, gestión que apoyó el gobernador del estado Faustino Félix Serna y el presidente de la Junta de Progreso y Bienestar Eugenio Hernández Bernal. En septiembre de 1970 fue inaugurado el nuevo edificio, siendo el que hasta el día de hoy funciona como el edificio principal de la Cruz Roja en la ciudad de Hermosillo. Otro de los logros del consejo que presidió fue la obtención de más ambulancias y la prestación de servicio en Bahía de Kino. 
En 1971 debido a su labor en la delegación Hermosillo de la Cruz Roja, Alberto R. Gutiérrez fue nombrado delegado estatal de la Cruz Roja. Bajo este nuevo encargo voluntario fundó veinte delegaciones más en todo el estado de Sonora, en reconocimiento de esto el Comité Nacional de Escuelas de Socorristas dio autorización para que en Hermosillo se formara la Escuela Piloto Estatal de Socorristas, esto para capacitar al personal de las diversas delegaciones. Bajo este esquema la Sra. Esther Zuno de Echeverría esposa del presidente Luis Echeverría Álvarez le ordenó coordinar el curso de parteras empíricas en el Noroeste de México, cursos que duraron tres años bajo su coordinación. Después de nueve años el 3 de febrero de 1978 renuncia a su puesto de presidente-delegado estatal cediendo su lugar a Gilberto Ibarra.
El día primero de diciembre de 1981, siendo presidente del Patronato de la Cruz Roja don Jesús Francisco Jácome Verfioles, y en ocasión del 25 aniversario de la institución, se rindió homenaje a Alberto R. Gutiérrez mediante la colocación de una placa en la que se le da su nombre al auditorio de la Cruz Roja en Hermosillo.

### Patronato Pro Obras de Catedral
Alberto R. Gutiérrez fue el primer presidente del Patronato Pro Obras de Catedral y durante su período se compraron las casas aledañas a la Catedral Metropolitana de la Arquidiócesis de Hermosillo, esto para construir en su lugar las actuales oficinas del Arzobispado. Para recaudar fondos y comprar los viejos inmuebles, organizó del 11 al 13 de junio de 1965 un maratón radiofónico.

### Otros patronatos
También dan testimonio del paso de Alberto R. Gutiérrez por la escena filantrópica y social de Hermosillo los siguientes cargos: Presidente del Patronato del Hospital General del Estado, Patrono de la Universidad de Sonora, Tesorero de la Junta Local de Caminos, representante del sector privado ante el Instituto de Protección de la Infancia en el Estado de Sonora y Presidente por dos años consecutivos del Club Rotario de Hermosillo.
Fue organizador durante 15 años del Baile Blanco y Negro, el cual fue el evento social de mayor relevancia en el estado con fines benéficos. Los beneficios financieros del baile se aplicaban en fondos para dar desayunos escolares en comedores de las escuelas de Instituto de Protección de la Infancia del Estado de Sonora, actualmente conocido como DIF Sonora. En el último baile Blanco y Negro, llevado a cabo en el año de 1974 se le rindió un homenaje a Alberto R. Gutiérrez por sus 15 años de organizador del mismo.
Luz Alicia Maldonado de Biel escribió lo siguiente:

“A pesar de que lleva la dirección de tan potente industria, don Alberto nunca desdeña un puesto que sea para ayudar a la comunidad, y dedica parte de su tiempo y de su dinero para cooperar sin escatimar esfuerzo. Y al preguntarle "¿Por qué lo hace siendo una persona tan ocupada?”, simplemente nos contestó: "Porque me nace, y no estaría satisfecho de mi vida si no lo hiciera así".

## Vida política
Durante la presidencia municipal de Roberto Astiazarán Espinoza que debió ser de 1964 a 1967, Alberto R. Gutiérrez fue nombrado Primer Regidor de la Comuna. Poco tiempo después una afectación cardiaca causa la muerte del Presidente Municipal, esto ocasiona que pase a tomar la presidencia municipal Alberto R. Gutiérrez. Entre los principales logros en su presidencia municipal esta la construcción del Mercado Número 2 y la Terminal de Autobuses.
El 20 de marzo de 1967 renuncia a la Presidencia Municipal, la causa principal de esta renuncia fue el enrarecimiento del ambiente político en la capital del estado debido al proceso sucesorio a gobernador que desató la lucha política entre los precandidatos Faustino Félix Serna, Fausto Acosta Romo y Enrique Cubillas Corral. Debido a estos roces y a las manifestaciones callejeras llevadas a cabo por la "Ola Verde" (conocidos así por el color de sus sombreros) y por parte de estudiantes de la Universidad de Sonora que apoyaban a uno de los precandidatos, se le sugirió al presidente municipal por parte del gobernador del estado Luis Encinas Johnson que se permitiera el desfile de artistas y leones del Circo Osorio, desfile que sería concurrente con las manifestaciones públicas que se llevaban en aquel momento, pretendiendo soltar contra los manifestantes los leones del circo, ante lo cual el presidente municipal no cedió. La noche previa a su renuncia los grupos estudiantiles antiimposicionistas que se encontraban en huelga de hambre, se enfrentaron a la "Ola Verde" faustinista, habiendo la quema de automóviles y disparos por toda la ciudad de Hermosillo.

## Fallecimiento y elogios públicos
El 17 de febrero de 1981 a la edad de 71 años fallece Alberto R. Gutiérrez a causa de un infarto en la ciudad de Hermosillo, Sonora. 
El periodista sonorense Abelardo Casanova en su columna Hechos y Palabras escribió:

“Si de alguna forma hubiera qué definir el tipo de hombre que fue Alberto R. Gutiérrez yo lo intentaría con una palabra: BONDAD”.

Otro periodista sonorense, Enguerrando Tapia Quijada en su columna Mi Libreta de Apuntes dejó testimonio similar:

“El mejor reconocimiento que pudo tener una vida pletórica de cualidades, fue ese testimonio multitudinario del cariño que sólo se conquista cuando se tienen limpias la conciencia y las manos. Y el "Pollero" Gutiérrez fue, sin duda, un hombre bueno y limpio”.

El periodista José Alberto Healy escribió:

“La colectividad entera de Hermosillo, ricos y pobres, fuertes y débiles, tiene húmedos los ojos y siente un nudo en la garganta por su desaparición intempestiva”.